# San Miguel de Urcuqui (kanton)
San Miguel de Urcuqui – kanton w Ekwadorze, w prowincji Imbabura. Stolicą kantonu jest Urcuquí.